# Henry Maudsley

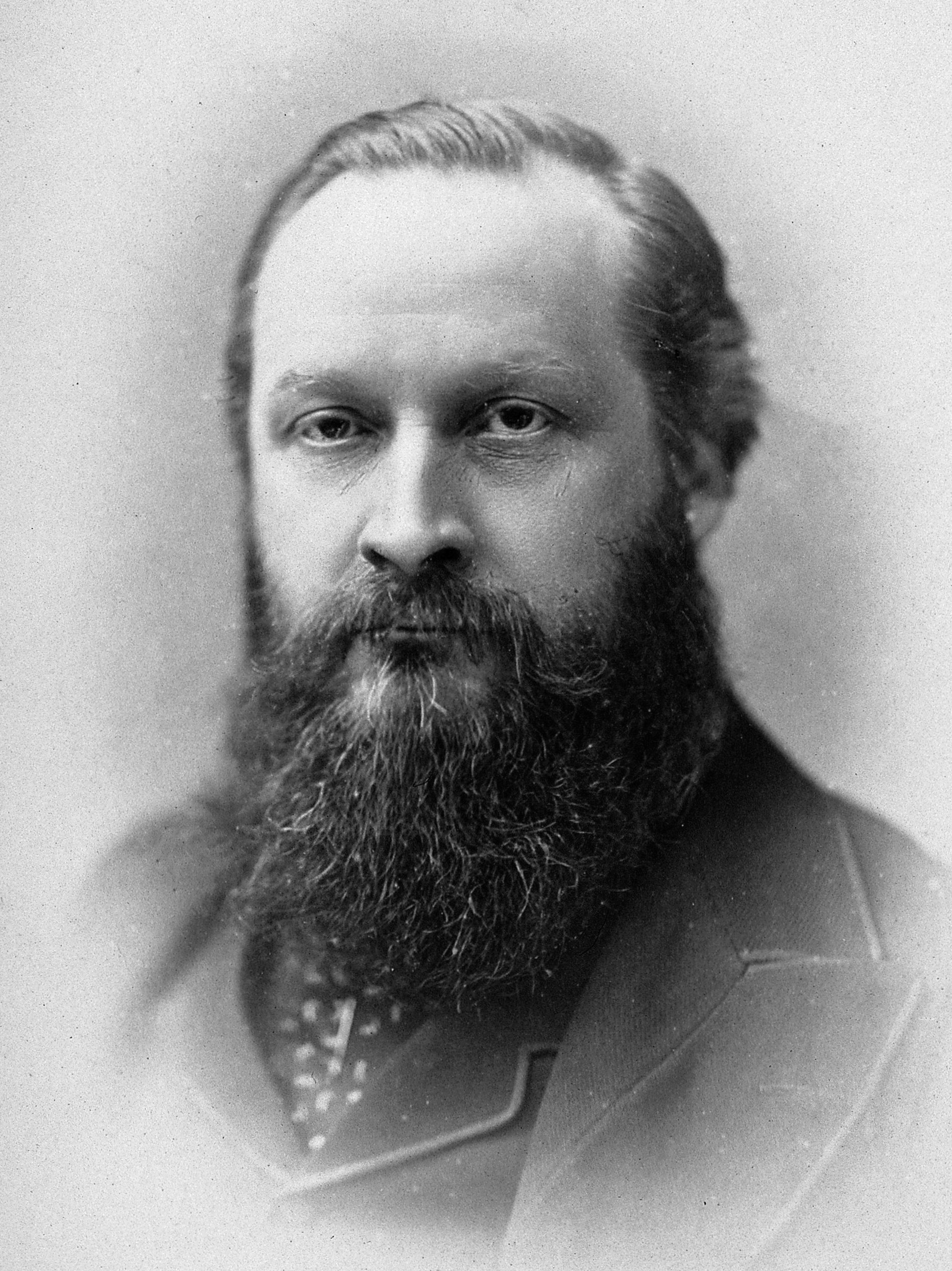
Henry Maudsley

Henry Maudsley (Giggleswick, Craven, Yorkshire, 5 de fevereiro de 1835 – Bushey, Hertfordshire, 23 de janeiro de 1918) foi um psiquiatra inglês. Foi pioneiro da psiquiatria, com importantes contribuições para a noção de responsabilidade penal e conceito de Sociopatia, aliás defendia exatamente a noção de irresponsabilidade, insensibilidade ou imbecilidade moral, sem nenhuma outra alteração das faculdades mentais observadas em alguns infratores o conduziu à noção de "determinação genética" denominada por ele como tirania de organização (tyranny of organisation) (Skultans.
É bastante conhecido no Brasil por importante referência de Euclides da Cunha (1866 — 1909) em seu livro Os sertões, publicado em 1902, na avaliação da responsabilidade social e de estado pela Guerra de Canudos (1896 a 1897), e morte de Antônio Conselheiro (1830 — 1897).

## Biografia
Nascido em North Yorkshire e educado na University College London, Maudsley, obteve o título de Doutor em medicina 1857 e casou-se com Ann Conolly, em fevereiro de 1866. O seu livro Body and Mind publicado em 1870 foi uma das referências para o trabalho de Charles Darwin (1809 — 1882) sobre a expressão das emoções no homem e nos animais. Podemos destacar entre as suas principais contribuições ter sido, entre 1862-1878, editor do Journal of Mental Science, periódico da Associação Médico-psiquiátrica Britânica até hoje editado,  o conhecido British Journal of Psychiatry para o qual ele foi nomeado editor sênior em 1876.
Em 1907 Henry Maudsley colaborou com o London County Council e fundou o Hospital Maudsley com uma doação de 30.000 libras. Um hospital com a inovadora proposição de tratar precocemente os casos agudos possuir ambulatório que também abrigava residentes para ensino e pesquisa. Sua construção finalizou em 1915 e a instituição se fundiu com a Bethlem Royal Hospital em 1948.

## Principais publicações
- 1867 The Physiology and Pathology of Mind. (A Fisiologia e Patologia da Mente)  Macmillan
- 1870 Body and Mind: An Inquiry into their Connection and Mutual Influence. (Corpo e Mente: Uma Investigação sobre sua relação e influência mútua) Macmillan
- 1874 Responsibility in Mental Disease. (Responsabilidade na Doença Mental) King
- 1874 'Sex in mind and in education.' (Sexo, imaginação e educação) Fortnightly Review, 15
- 1876 The Physiology of Mind. (A Fisiologia da Mente) — Enlarged and revised 3rd editions
- 1879 The Pathology of Mind. — (A patologia da mente) publicaçõesde  1867. (Macmillan)
- 1883 Body and Will: In its Metaphysical, Physiological and Pathological Aspects. (Corpo e Desejo (Vontade): aspectos fisiológicos e patológicos de sua metafísica,) Kegan, Paul
- 1886 Natural Causes and Supernatural Seemings. (Causas naturais e aparentemente sobrenaturais) Kegan, Paul
- 1902 Life in Mind and Conduct: Studies of Organic in Human Nature (Vida mental e Conduta: Estudos de orgânicos na natureza humana).. Macmillan
- 1908 Heredity, Variation and Genius, with Essay on Shakespeare and Address on Medicine. (Hereditariedade, variação e gênio, com ensaio sobre Shakespeare e significado médico). John Bale, Sons & Danielsson
- 1916 Organic to Human: Psychological and Sociological. (De orgânico a humano: Psicologia e Sociologia). Macmillan
- 1918 Religion and Realities (Religião e Realidade). John Bale, Sons & Danielsson